# Кривой Лиман
Криво́й Лима́н — хутор в Мартыновском районе Ростовской области.
Входит в состав Рубашкинского сельского поселения.

## Население
| 2010 |
| ---- |
| 710  |

## Улицы
| - ул. Мира, - ул. Молодёжная, - ул. Набережная, - пер. Северный, | - ул. Советская, - ул. Степная, - ул. Школьная, - пер. Южный. |

## Инфраструктура
На хуторе функционируют средняя образовательная школа № 22 и детский сад «Сказка». В декабре 2009 года на хутор был проведен межпоселковый газопровод высокого давления протяженностью более 5 км.

## Известные жители
- Кирнова, Евдокия Гавриловна (1923—2004) — советская колхозница, Герой Социалистического Труда.